# Dunkeswick
Dunkeswick är en by i civil parish Kirkby Overblow, i kommunen North Yorkshire, i grevskapet North Yorkshire, i England. Byn är belägen 8 km från Harrogate. Dunkeswick var en civil parish 1866–1937 när blev den en del av Harewood. Civil parish hade 136 invånare år 1931. Byn nämndes i Domedagsboken (Domesday Book) år 1086, och kallades då Chesuic.